# Smith Corona
Smith Corona est un fabricant américain d'étiquettes et de rubans thermiques utilisés dans les entrepôts pour les étiquettes à codes-barres principalement, connue en particulier pour ses machines à écrire.
C'était un grand fabricant de machines à écrire et de calculatrices mécaniques aux États-Unis. Issu de la fusion et de rachats successifs d'entreprises, Smith Corona s'est développé surtout au cours des années 1960 pour devenir un conglomérat industriel de grande envergure dont les produits s'étendaient aux peintures, aux aliments et au papier. Le secteur des calculatrices mécaniques a été anéanti au début des années 1970 par la production de calculatrices électroniques bon marché, et l'activité de la machine à écrire s'est effondrée au milieu des années 1980 en raison de l'introduction du traitement de texte sur ordinateur personnel.

## Historique
La Smith Premier Typewriter Company a été fondée en 1886 par les frères Lyman Cornelius Smith, Wilbert Smith, Monroe C. Smith et Hurlbut Smith, nés à Lisle, New York.
|  |  |

En 1893, Smith fusionne avec Union Typewriter Company, un groupe de Syracuse qui comprend les firmes Remington, Caligraph, Densmore et Yost. 
En 1906, la compagnie Rose Typewriter de New York produit sa première machine à écrire portative. Elle est rachetée par Smith en 1909, renommée Standard Typewriter Company.

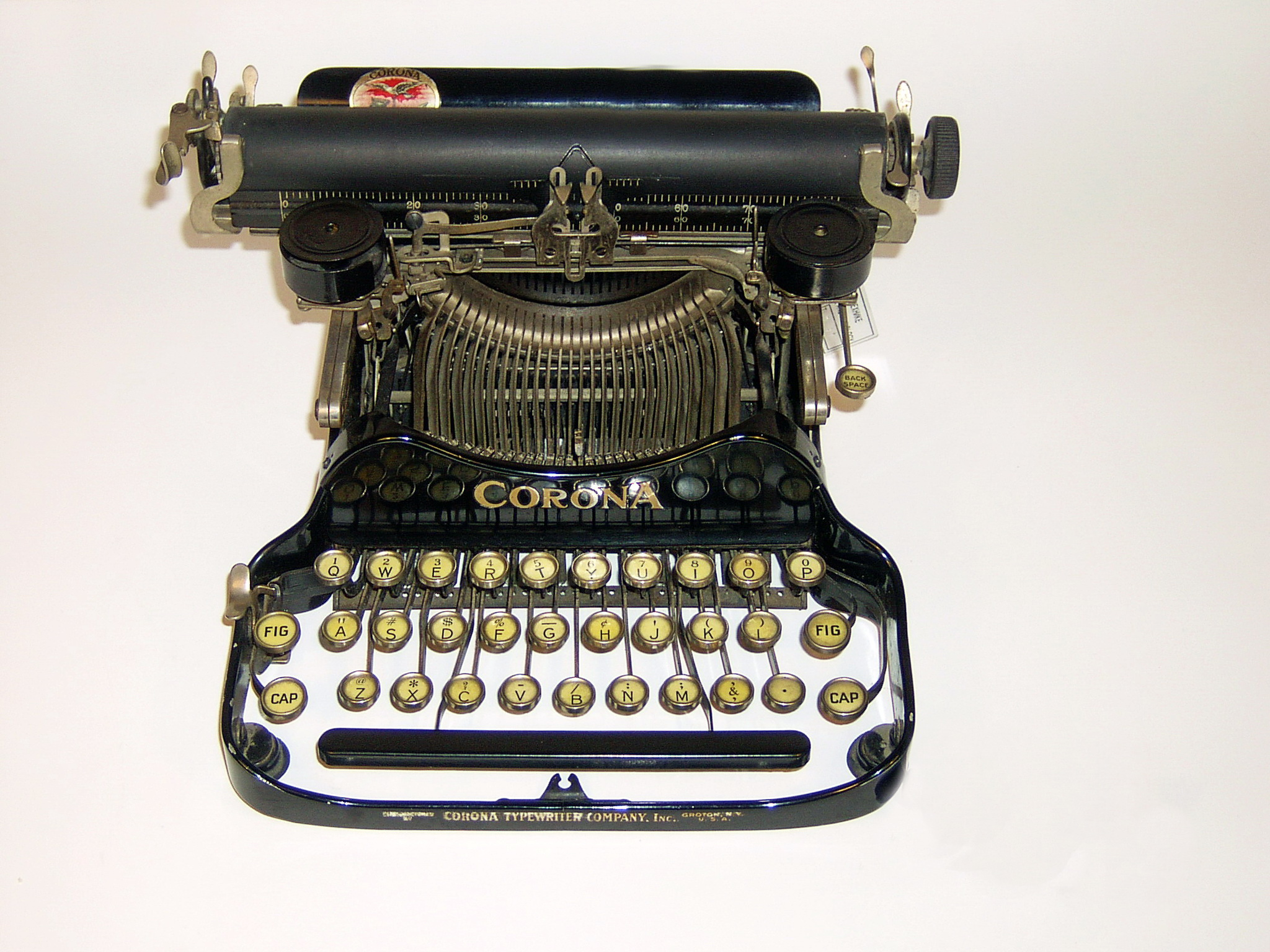
Machine à écrire portative Corona

Avec le succès de leur modèle Corona en 1914,  Standard Typewriter Company change de nom et devient la Corona Typewriter Company. Pendant la Seconde Guerre mondiale, Smith Corona s'allie avec la Winchester Company pour produire des fusils. Dans les années 1950, Smith Corona vend ses machines à écrire avec des diques gratuits pour apprendre à utiliser efficacement ses machines portables.
En 1962, Smith Corona change de nom pour devenir SCM Corporation. Les années 1950 et 1960 sont une période d'expansion et de succès commerciaux pour l'entreprise, avec de nombreux modèles de machines à écrire. En 1973 une nouvelle usine est implantée à Singapour.
Cependant le marché des calculatrices mécanique s'effondre avec l'arrivée des calculatrices électroniques bon marché dans les années 1970, et le marché des machines à écrire subit le même sort, avec tout d'abord l'arrivée des machines à écrire venues d'Asie, puis avec l'arrivée de l'ordinateur personnel et du traitement de texte. Smith Corona subit également la concurrence féroce du Japonais Brother. En 1980, l'entreprise gagne une victoire contre son concurrent japonais avec une taxe d'importation sur les machines à écrire de 49%, mais Brother contourne cette restriction en intégrant des puces électroniques dans ses machines pour que ses produits ne tombent pas dans la catégorie fortement taxée. En 1991, Smith Corona gagne une autre victoire sur les imports de machines équipées de traitement de texte, mais une fois de plus Brother contourne cette restriction car son matériel de traitement de texte est produit aux États-Unis.
En 1992, Smith Corona annonce la délocalisation de son usine de Cortland, New York, vers le Mexique. Selon son PDG G. Lee Thompson, cette décision est une réponse au choix du gouvernement de ne pas renforcer certaines mesures protectionnistes contre la compétition internationale, et révèle que les machines fabriqués au Mexique ne sont pas taxées par les douanes. Smith Corona est impliqué dans un procès depuis plus de 13 ans contre Brother au Japon pour concurrence de prix déloyale. Corona Smith est alors détenu à 50 % par le Britannique Hanson PLC, et a ouvert des usines en Malaisie et à Singapour. La délocalisation au Mexique a lieu l'année suivante. La compagnie est mise sous la protection de la loi sur les faillites en 1995. Il s'agit alors de la dernière entreprise américaine à produire des machines à écrire. Entre 1989 et 1995, la valeur de son action aura chuté de $21 à $1,5,. Smith Corona est mise sous protection pour faillite une seconde fois en 2000, et cédée à une entreprise de fournitures de bureaux américaine,. Elle recentre ses activités sur les étiquettes et rubans thermiques.
En 2006, l'ancienne usine de Cortland, New York, de Smith Corona fait l'objet d'une étude environnementale, le bâtiment ayant rejeté de la trichloroéthane et d'autres substances toxiques dans les nappes phréatiques environnantes. Smith Corona avait investi dans un réseau d'eau publique vers cette zone, conscient que les eaux du sol n'étaient plus buvables.

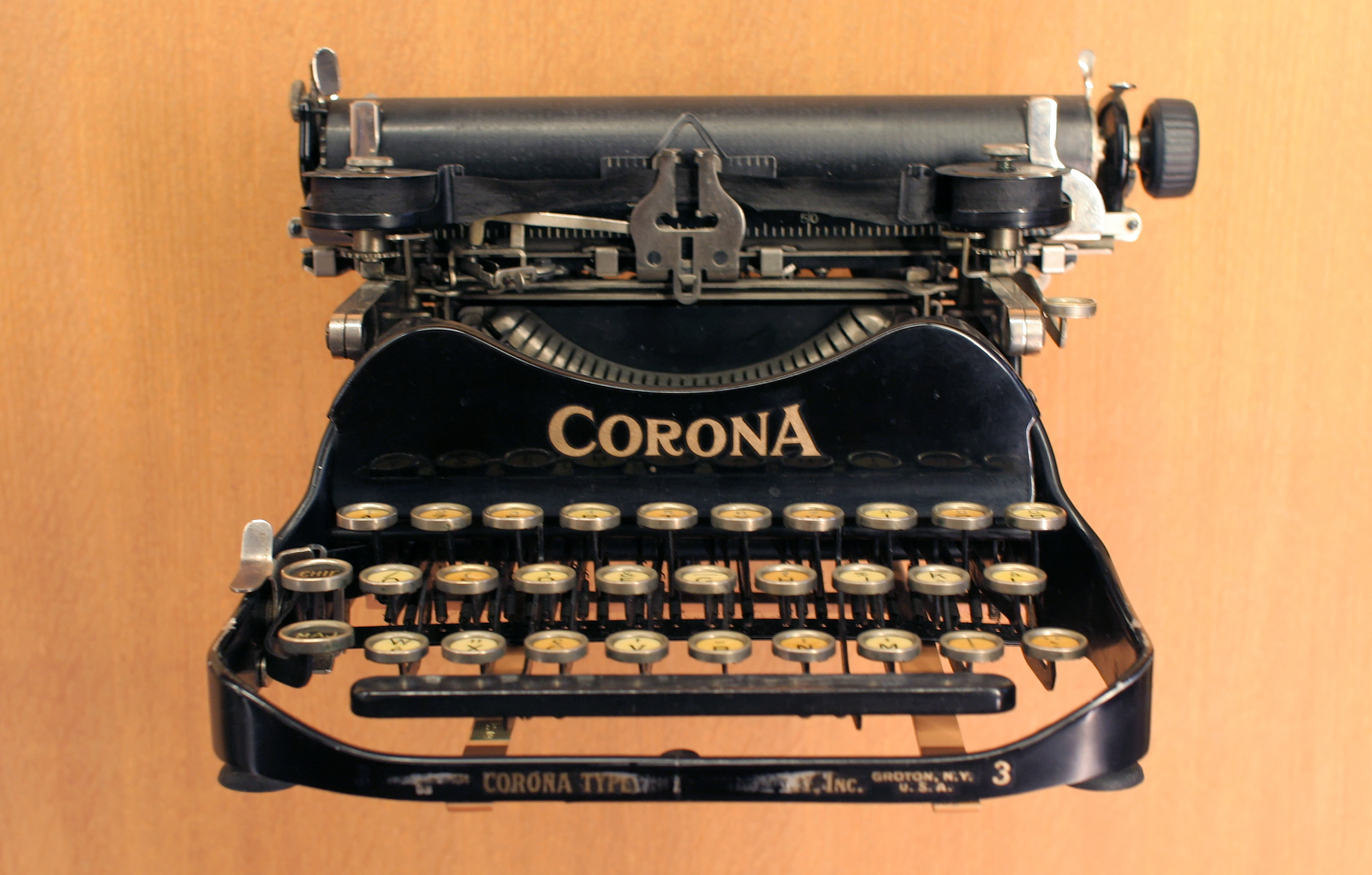
Machine a écrire Corona (1920)
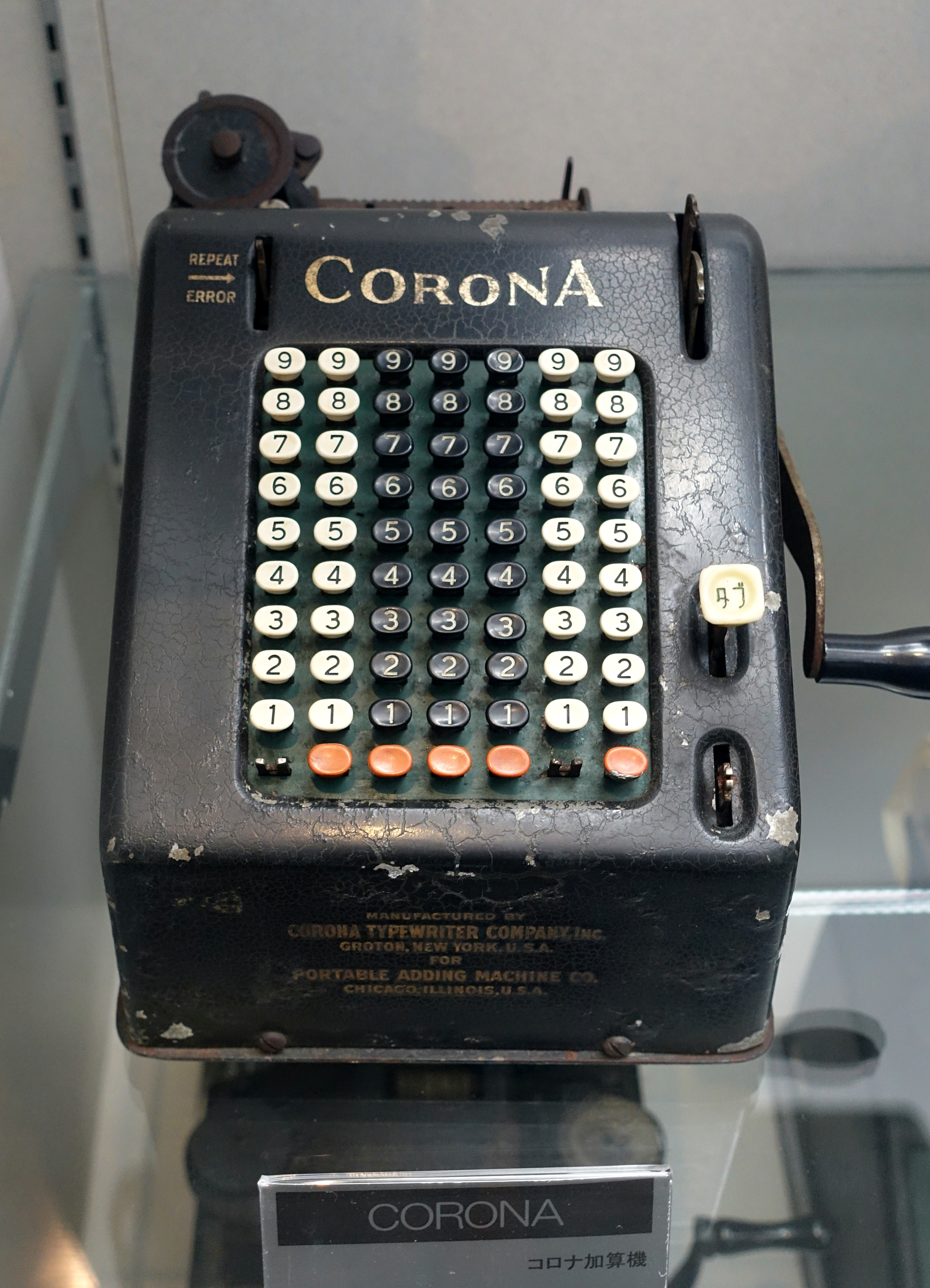
Machine à calculer Corona
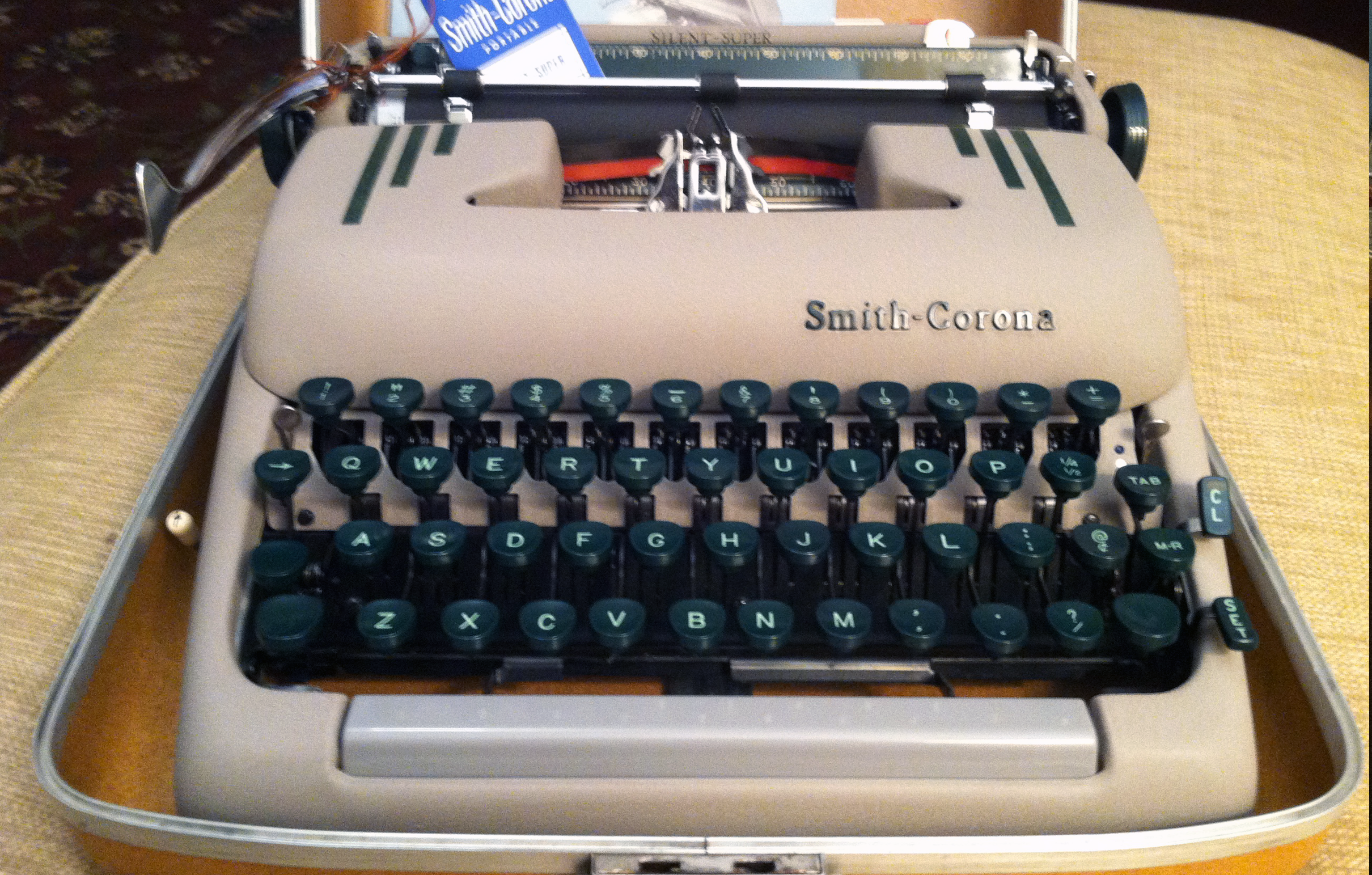
Machine a écrire Smith Corona de 1958

L'acteur américain Tom Hanks est collectionneur de machines à écrire, le modèle 1934 Smith Corona Silent Typewriter (un cadeau offert en échange d'une interview) étant la pièce préférée de sa collection. En avril 2014, la Smith-Corona 2200 d'Orson Welles est vendue $7 250 aux enchères.